# Шаллинг, Мартин
Мартин Шаллинг (нем. Martin Schalling; 21 апреля 1532, Страсбург — 29 декабря 1608, Нюрнберг) — немецкий теолог и поэт.
Шаллинг получил образование в университете Виттенберга, в 1554 году стал диаконом в Регенсбурге. Впоследствии переехал в Амберг и был назначен генерал-суперинтендентом Верхнего Пфальца. В 1585 году Шаллинг стал пастором церкви Св. Марии в Нюрнберге.
Единственное известное стихотворение Шаллинга, это гимн «Herzlich lieb hab ich dich, o Herr», написанный около 1567 года и опубликованное в «Newe Symbola etlicher Fürsten» в Нюрнберге в 1571 году. Бах использовал это стихотворение в заключительном хорале «Страстей по Иоанну»